# Pommiers-Moulons

Pommiers-Moulons este o comună în departamentul Charente-Maritime, Franța. În 2009 avea o populație de 190 de locuitori.